# Olimpíada Espanyola de Biologia
L'Olimpiada Española de Biologia (OEB) és la fase estatal espanyola de l'Olimpíada Internacional de Biologia (IBO). Per poder participar en l'IBO cal ser seleccionat en una Fase Nacional, per la qual s'ha de ser seleccionat prèviament des de cada Comunitat Autònoma pel procediment que estableix cada delegació. L'OEB es va celebrant des de 2005 a Gran Canària. Des de gener de 2007, la Real Sociedad Española de Historia Natural és coorganitzadora de la prova, a la vegada que participen en la seva organització important institucions en el camp de la Biologia. L'objectiu de la Fase Nacional és la selecció de quatre estudiants, que el Comitè Científic considera que poden desenvolupar un bon paper a la Fase Internacional, així com uns altres quatre representants per a l'Olimpíada Iberoamericana de Biologia.